# يوجينيو كروز فارغاس
يوجينيو كروز فارغاس (بالإسبانية: Eugenio Cruz Vargas) هو كاتب ورسام وشاعر تشيلي، ولد في 2 أكتوبر 1923 في سانتياغو في تشيلي، وتوفي في 18 يناير 2014 في أولموي في تشيلي بسبب سرطان.